# BAP Teniente Ferré
Pour les articles homonymes, voir BAP Ferré.
Le BAP Teniente Ferré (S C 1) est l’un des deux sous-marins commandés au chantier naval français Schneider et Cie par la marine péruvienne. Il a d’abord été nommé commandant Aguirre, mais il a été rebaptisé, étant donné qu’un croiseur de la marine péruvienne avait déjà reçu ce nom. Il a donc été appelé Ferré, en souvenir de l’officier de marine péruvien Diego Ferré Sosa, qui a combattu pendant la guerre du Pacifique et qui est mort aux côtés de Miguel Grau dans la bataille d'Angamos.

## Contexte historique
Après la guerre du Pacifique, la marine péruvienne avait quasiment disparu, la plupart de ses unités ayant été perdues pendant le conflit. Une paire de navires de transport a été acquise : le Vilcanota (1884) et le Péru (1885). En 1888, le croiseur Lima, acquis pendant le conflit avec le Chili, mais retenu par la Grande-Bretagne, arriva au Pérou. Au cours des années suivantes, les transports Iquitos, Chalaco, Santa Rosa et Constitución ont été incorporés à la flotte.
En 1907, les croiseurs Almirante Grau et Coronel Bolognesi sont arrivés à Callao. Trois ans plus tôt, une mission navale française, dirigée par le capitaine de frégate Paul de Marguerye, avait été envoyée pour restructurer l’organisation et le fonctionnement de l’école navale.
À la même époque, le Pérou était confronté à un climat de tension diplomatique sur des questions de frontières avec tous ses voisins. Ce climat a permis, avec l’aide de la mission française, l’achat de deux submersibles pour la marine péruvienne.

## Engagements

### Construction et arrivée au Pérou
Après la signature du contrat, la construction des submersibles a commencé entre avril et mai 1910. À la fin, l’entreprise française s’est vue confrontée à la difficulté de transporter ces deux petites unités depuis la France jusqu’au port de Callao. Pour cela, Maxime Laubeuf (le même ingénieur qui avait conçu les submersibles), a construit le Kanguroo, une véritable cale sèche qui naviguait et qui pouvait transporter sur de grandes distances, à sec, à l’intérieur, un sous-marin jusqu’à 60 mètres de longueur.
Le Kangourou partit de Toulon le 30 juillet 1911, emmenant avec lui le Teniente Ferré, avec l’ordre de faire escale à Rio de Janeiro, Montevideo et Buenos Aires, et de là faire le voyage direct jusqu’à Callao. Cependant, après avoir traversé le détroit de Magellan, une avaries des machines du navire l’a forcé à réparer dans la baie San Gregorio, sur la côte chilienne. Le 19 octobre 1912, le vapeur arrive à Callao, apportant à l’intérieur le premier sous-marin de la marine péruvienne, le Teniente Ferré. Celui-ci fit sa première plongée dans les eaux péruviennes le 5 novembre.

### Accident avec l'Omega
Le matin du 15 septembre 1915, le Teniente Ferré, après avoir quitté la base navale de Callao pour une mission d’entraînement et de manœuvre sous les eaux, a heurté la quille d’un cargo d’origine allemande, l'Omega, qui avait été immobilisé par décision des autorités péruviennes depuis le début de la Première Guerre mondiale, avec plusieurs navires marchands allemands. L'Omega lui-même avait été abandonné par son équipage allemand l’année précédente.
Quelques minutes après la plongée du Teniente Ferré, le cargo Omega a été vu pratiquement en face, de sorte que le lieutenant César Valdivieso Castro, le commandant du submersible, a ordonné aux timoniers de descendre à une plus grande profondeur. Cependant, les moteurs n’ont pas réagi avec une vitesse suffisante, en raison du peu d’énergie fournie par les batteries déjà déchargés, et la descente a été excessivement lente. Soudain, on a perçu un impact énorme sur l’avant, accompagné d’un bruit terrible et d’un frisson de toute la structure. À cet instant, l’électricité a été coupée et le submersible a été plongé dans le noir.
Heureusement pour l’équipage, l’éclairage d’urgence s’est activé. On a ordonné la vidange des réservoirs de ballast en activant les pompes centrifuges. Quelques minutes plus tard, le navire a émergé, mais le périscope avait été brisé. Une fois à la surface, un autre problème est apparu : personne ne pouvait s’échapper car les écoutilles étaient bloquées par les barres tordues des balustrades, avec une partie du kiosque et les mâts et périscopes pliés sur le pont. Après de longs efforts, une écoutille d’évacuation a été ouverte, permettant à l’équipage de sortir sur le pont pour constater les dégâts impressionnants. Heureusement, il a été constaté que le Ferré pouvait poursuivre sa navigation, et le retour à la base navale de Callao a commencé sans incident majeur.

### Élimination
Pendant la Première Guerre mondiale, la marine péruvienne n’a pas pu acquérir les pièces de rechange vitales dont ce navire d’origine française avait besoin. Cependant, il a continué à servir jusqu’en 1919. En 1920, il a été décidé de suspendre les exercices de plongée. Son désarmement définitif a été décidé le 28 septembre 1921.